# Sharolyn Scott
Sharolyn Scott, född 27 oktober 1983, är en friidrottare från Costa Rica. Hon deltog vid olympiska sommarspelen 2012 och olympiska sommarspelen 2016.